# گوراو
گوراو (به آلمانی: Gohrau) یک منطقهٔ مسکونی در آلمان است که در ارانینباوم-وورلیتس واقع شده‌است. گوراو ۴۰۲ نفر جمعیت دارد.